# Oscar Bressane
Oscar Bressane é um município brasileiro do estado de São Paulo. Sua população estimada em 2024 era de 2.504 habitantes.

## Toponímia
O nome do município é uma homenagem a Oscar Augusto de Barros Bressane, deputado falecido num acidente automobilístico.

## História
Os primeiros habitantes da região foram os Caingangue ou 'Caa-Caing', também conhecidos como Xavantes, os populares “gente do mato”. Alguns desses índios foram exterminados nas primeiras incursões colonizadoras nestas terras.

### Formação territorial-administrativa
Histórico da formação do município:
- Antigo povoado de São João do Mirante.
- Distrito criado com a denominação de Tabajara, no município de Campos Novos do Paranapanema (atual município de Campos Novos Paulista), pela Lei nº 1.823, de 27/12/1921.
- Sede do distrito transferida para o povoado de Vila Fortuna, assumindo esta denominação, pelo Decreto nº 6.154, de 13/11/1933.
- Distrito transferido para o município de Echaporã, com a denominação de Fortuna, pelo Decreto nº 9.775, de 30/11/1938.
- Distrito transferido para o município de Lutécia, com a denominação de Amarílis, pelo Decreto-Lei nº 14.334, de 30/11/1944.
- Município criado pela Lei nº 233, de 24/12/1948.

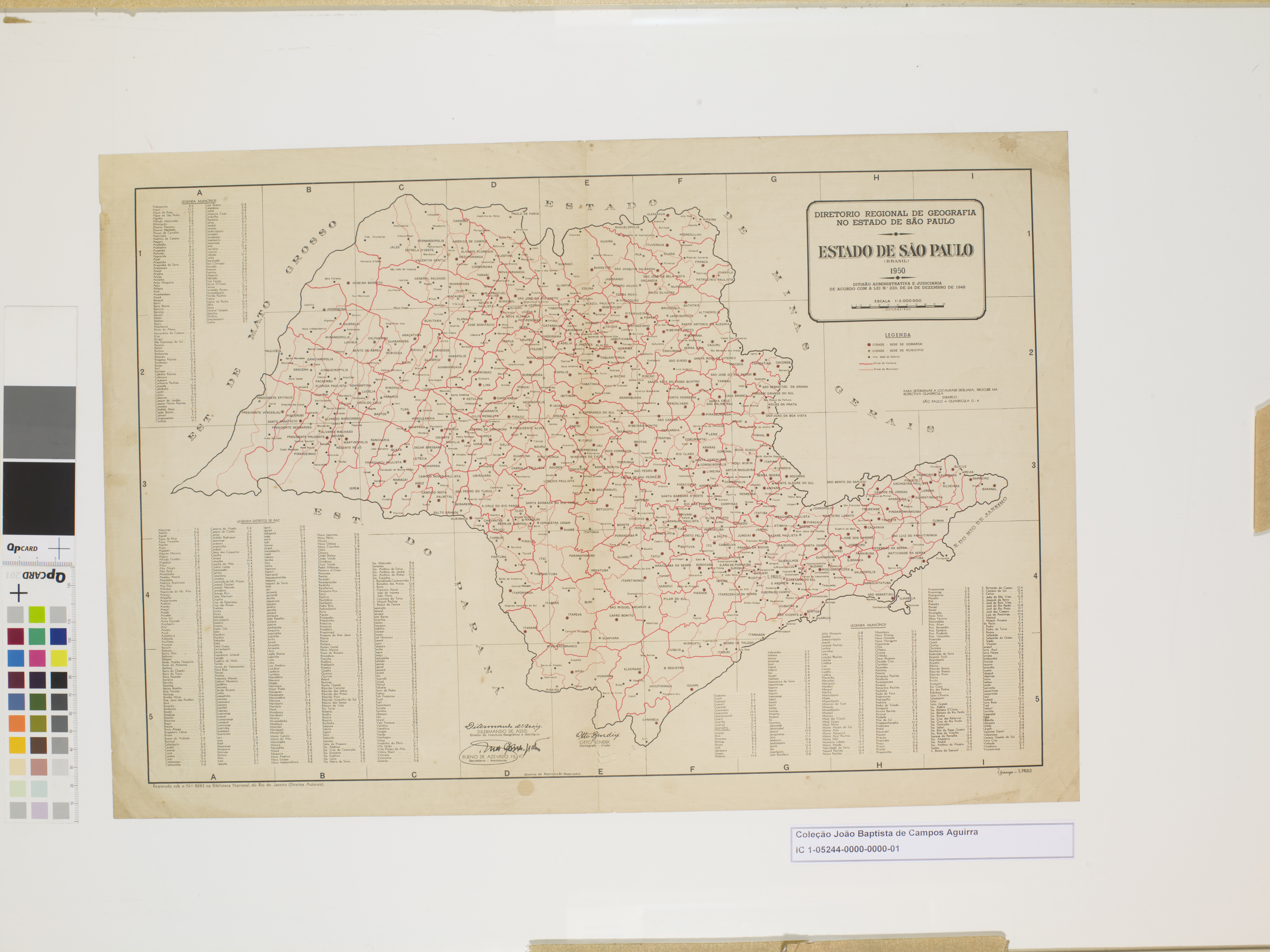
Estado de São Paulo (1948).

## Geografia
Localiza-se a uma latitude 22º19'06" sul e a uma longitude 50º16'53" oeste, estando a uma altitude de 481 metros. Possui uma área de 221,4 km².

### Rodovias
- SP-421

## Demografia

### População
| Crescimento populacional                             | Crescimento populacional | Crescimento populacional | Crescimento populacional |
| Ano                                                  | População Total          |                          | %±                       |
| ---------------------------------------------------- | ------------------------ | ------------------------ | ------------------------ |
| 1950                                                 | 7 145                    |                          | —                        |
| 1958                                                 | 4 621                    |                          | −35,3%                   |
| 1960                                                 | 6 871                    |                          | 48,7%                    |
| 1970                                                 | 4 197                    |                          | −38,9%                   |
| 1980                                                 | 3 077                    |                          | −26,7%                   |
| 1991                                                 | 2 532                    |                          | −17,7%                   |
| 2000                                                 | 2 552                    |                          | 0,8%                     |
| 2010                                                 | 2 537                    |                          | −0,6%                    |
| 2022                                                 | 2 470                    |                          | −2,6%                    |
| Est. 2024                                            | 2 504                    | [ 8 ]                    | 1,4%                     |
| Fontes: Censos Demográficos IBGE e Estimativas SEADE |                          |                          |                          |

### Dados demográficos
Dados do Censo - 2000
População total: 2.552
- Urbana: 1.927
- Rural: 625
- Homens: 1.250
- Mulheres: 1.302

Densidade demográfica (hab./km²): 11,53
Mortalidade infantil até 1 ano (por mil): 18,51
Expectativa de vida (anos): 69,87
Taxa de fecundidade (filhos por mulher): 1,92
Taxa de alfabetização: 84,11%
Índice de Desenvolvimento Humano (IDH-M): 0,752
- IDH-M Renda: 0,694
- IDH-M Longevidade: 0,748
- IDH-M Educação: 0,815

(Fonte: IPEADATA)

## Política e administração
- Prefeito  Luiz Antônio Romano - Papinha (2017/2024)
- Vice-prefeito: Carlos Alberto Garcia - Bel (2017/2024)
- Presidente da Câmara Municipal: Leila Aparecida Bonifácio Girotto (2017/2024)

Vereadores Legislatura (2020)
Anselmo Girotto (PSD) eleito com 351 votos foi o mais votado.
Juliana Maria Alves Simões Loncarovich (DEM) eleita com 140 votos.
Kaio Esmolare de Andrade (PSD) eleito com 70 votos o mais novo vereador da história da cidade de Oscar Bressane, com apenas 19 anos.

## Infraestrutura

### Comunicações
O sistema de telefones automáticos foi inaugurado na cidade em 1975 pela Telecomunicações de São Paulo (TELESP), que também implantou o sistema de discagem direta à distância (DDD) em 1986 com o código de área (0144). Anteriormente a cidade era atendida pela Companhia de Telecomunicações do Estado de São Paulo (COTESP).
Na década de 90 o código DDD da cidade foi alterado para (014), para padronização do sistema telefônico com a telefonia celular que estava sendo implantada em todo o estado.

## Pessoas ilustres
- Edson Giroto - engenheiro civil e político

## Religião
O Cristianismo se faz presente na cidade da seguinte forma:

### Igreja Católica
- A igreja faz parte da Diocese de Assis.[17]

### Igrejas Evangélicas
Entre as igrejas protestantes históricas, pentecostais e neopentecostais, encontram-se na cidade:
- Assembleia de Deus Ministério do Belém.[20][21]
- Congregação Cristã no Brasil.[22]